# Мост Мальяна
Мост Малья́на (итал. Ponte della Magliana) ― мост через реку Тибр в Риме, Италия. Соединяет Пиан-дю-Торри и улицу дель Каппелаччио. Расположен в кварталах Портуэнсе и Остуэнсе. По состоянию на 2022 год мост является частью большего сооружения, соединяющего правый берег Тибра с городской застройкой холма Портуэнси и шоссе до аэропорта Фьюмичино и левый берег реки с Кварталом всемирной выставки, городской застройкой района Тре-Фонтане и улицей Лавренция.

## Описание
Мост построен из железобетона и покрыт травертином, имеет семь пролётов общей длиной 223 метра.

## История
Мост Мальяна был спроектирован в 1930 году инженером Ромоло Раффаэлли в качестве западного входа на Всемирную выставку 1942 года в Риме (не была проведена), в настоящее время место, подготовленное для Всемирной выставки, занимает одноимённый квартал. В 1940-м году работы по постройке моста замедлились из-за вступлении Италии во Вторую Мировую войну. После провозглашения перемирия между Италией и Союзниками 8 сентября 1943 года немецкие солдаты атаковали мост, после чего часть его конструкций была повреждена. После окончания войны строительство моста продолжилось и завершилось в 1948 году.
В 1976 году отчётом Римского муниципалитета было выявлено «недопустимое» состояние моста (разрушение некоторых структурных его элементов).
В 2001 году был представлен проект строительства рядом с мостом Мальяна моста Конгресса, который включал всего, помимо остального, закрытие движения по мосту Мальяна. Данный проект был заброшен на несколько лет и затем снова обрёл популярность в 2015 году вместе с городским планом строительства нового стадиона для Спортивной ассоциации Рома в Тор-ди-Валле. Однако уже было предложено не закрывать движение по мосту Мальяна полностью, а сделать движение лишь в одном направлении.
В декабре 2017 года новый отчёт, представленный Ремо Калзона во время конференции в университете «La Sapienza», выявил невозможность восстановления моста из-за его состояния. Калзона в отчёте заявил о необходимом закрытии моста для любого движения, чтобы обеспечить безопасность жителей Рима.
В 2018 году городские инженеры описали мост Мальяна как сооружение «с серьёзными структурными проблемами и риском обрушения».
Начиная с августа 2018 года, Римский муниципалитет начинает серию работ по реновации моста, включающих в себя сужение проезжей части без ущерба движению автомобилей по мосту.